# Tony Christie
Tony Christie, ursprungligen Anthony Fitzgerald, född 25 april 1943 i Conisborough i South Yorkshire, är en brittisk popsångare.
Han skivdebuterade 1966 med "Life's Too Good To Waste", men fick sitt stora genombrott med tvåan på englandslistan "I did what I did for Maria". Uppföljaren "(Is This the Way to) Amarillo" skriven av Neil Sedaka och Howard Greenfield blev etta på Tio i topp 1972, men nådde inte topp-10 i hemlandet. Christie hade ytterligare två stora Tio i topp-hits med "Don't go down to Reno" samt "Las Vegas", men mot mitten av 1970-talet avtog hans popularitet.
Christie återkom 1999 då han sjöng för producenttrion All Seeing I från Sheffield på deras topp-10 hit "Walk like a Panther", som även bubblade under Trackslistan.
2005 spelade komikern Peter Kay in en video där han mimade till låten "(Is this the way to) Amarillo", och singeln släpptes på nytt till välgörande ändamål. Denna gång blev singeln en gigantisk succé och toppade englandslistan i hela sju veckor och blev därmed årets mest sålda singel i England.

## Diskografi (urval)
Singlar (topp 50 på UK Singles Chart)
- 1971 – "Las Vegas" (#21)
- 1971 – "I Did What I Did for Maria" (#2)
- 1971 – "(Is This the Way to) Amarillo" (#18)
- 1973 – "Avenues and Alleyways" (#37)
- 1976 – "Drive Safely Darling" (#35)
- 1999 – "Walk like a Panther" (All Seeing I med Tony Christie) (#10)
- 2005 – "(Is This the Way to) Amarillo" (Tony Christie med Peter Kay) (#1)
- 2005 – "Avenues and Alleyways" (återutgåva) (#26)
- 2005 – "Merry Xmas Everybody" (#49)
- 2006 – "(Is This the Way to) The World Cup" (#8)